# Левант (вітер)

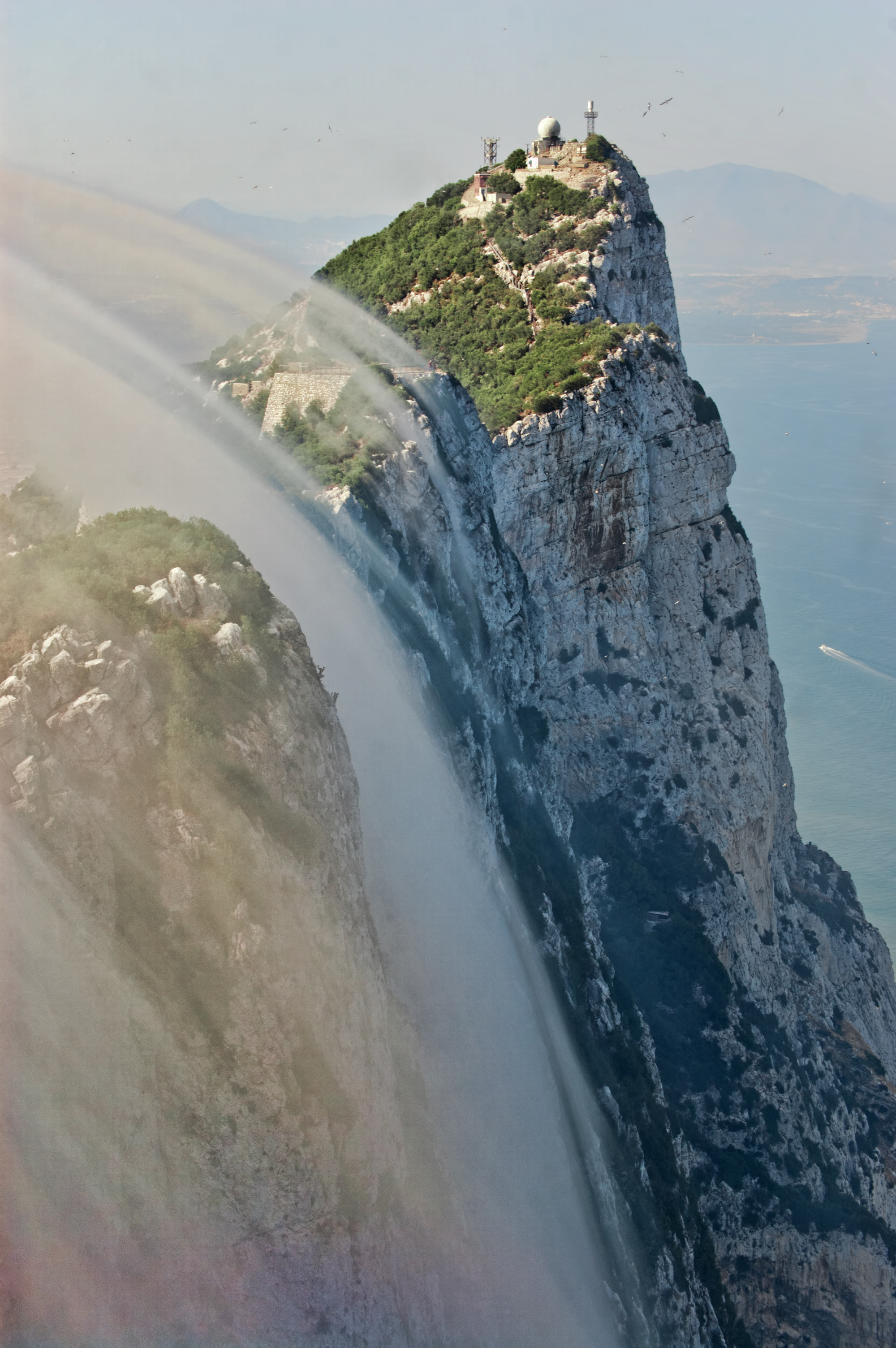
Хмара Левант, що утворюється на східних скелях Гібралтарської скелі.

Левант (кат. Llevant, італ. Levante, мальт. Lvant, грец. Λεβάντες, ісп. Levante) — східний вітер, який дме в західній частині Середземного моря та південній Франції, приклад гірського вітру. У Руссільоні його називають «llevant», а на Корсиці «levante». У західному Середземномор'ї, особливо коли вітер дме через Гібралтарську протоку, його називають В'єнто-де-Леванте або Левантер. Він також відомий як Солано.
При помірній або сильній силі левант викликає сильне хвилювання на Середземному морі. Зазвичай пологий і вологий, левант часто приносить хмари та дощі. Коли він приносить гарну погоду, у Гібралтарі відомий як «levant blanc» або «levante calma».
Походження назви те саме, що й походження Леванту, регіону східного Середземномор'я: це латинське слово «levante», частка від levare «підняти» — як у sol levante «сонце, що сходить». Таким чином, воно позначало східний напрямок сонця, що сходить.

## Етимологія
Назва вітру увійшла до англійської від середньофранцузького levante (фр. той, що сходить), сонце сходить на сході, уявна точка походження вітру та дощу. Використовується для опису східного напрямку, вітру зі сходу, а також загального терміна для земель, що межують зі східним Середземномор'ям.

## Опис
Вітер здіймається в центральному Середземномор'ї або навколо Балеарських островів і дме на захід, досягаючи найбільшої інтенсивності через Гібралтарську протоку. Вітри вологі, що несуть туман і опади на східній сторони протоки, але сухі на західній стороні, оскільки вологий дощ йде на гори між Альхесірасом і Таріфою. Вітри добре відомі тим, що створюють особливу форму хмари над Гібралтарською скелею. В Альмерії вітри добре відомі тим, що підвищують температуру, коли вітер дме пустельною внутрішньою частиною провінцією. Вітри Левантер можуть виникати в будь-який час року, але найбільш поширені з травня по жовтень.

## Гібралтарська протока

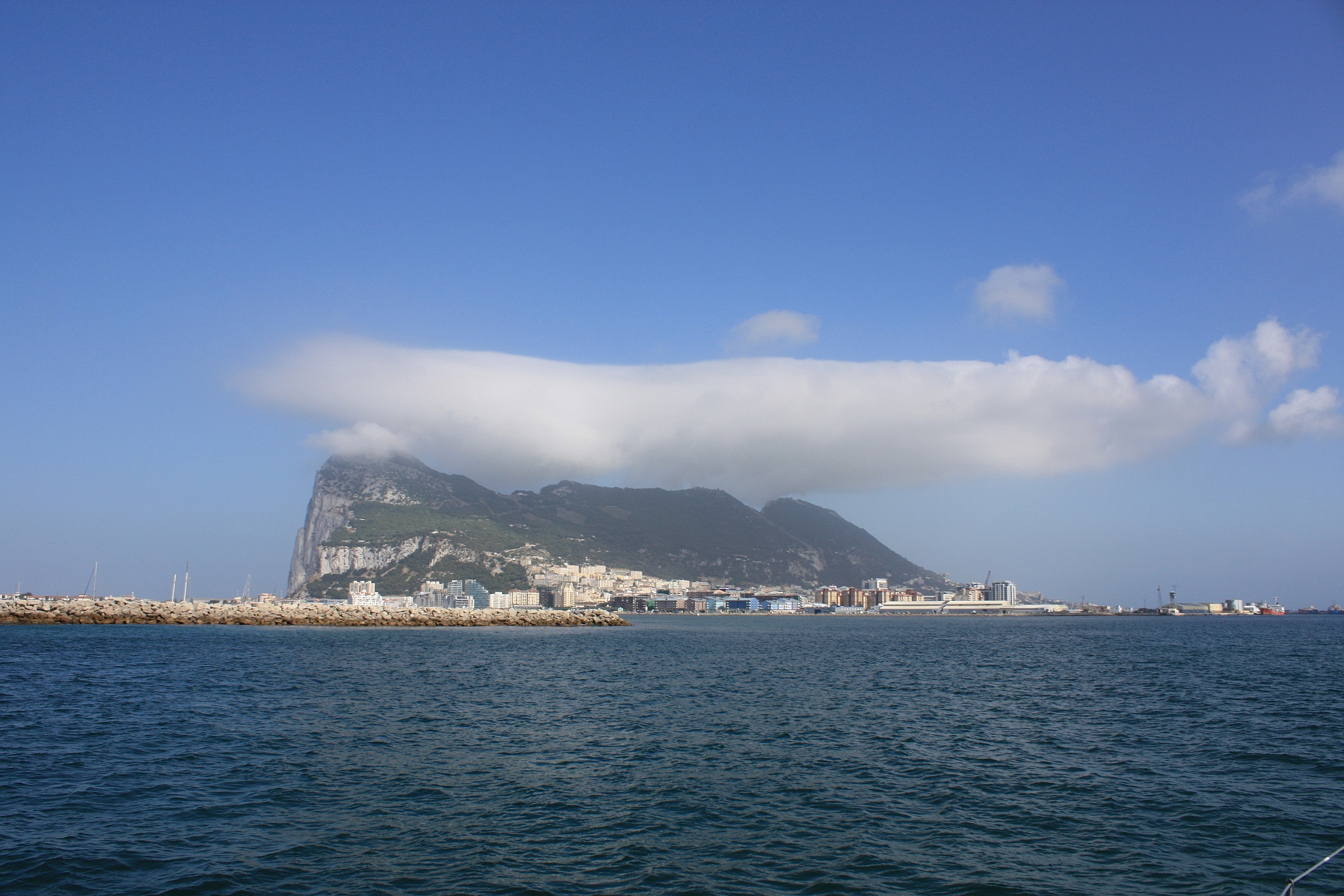
Хмара Левант нависає над Гібралтарською скелею.

Гібралтарська протока, розташована біля західного входу в Середземне море, часто асоціюється з сильними вітрами, які можуть створити небезпечність моря, особливо коли вони дмуть проти припливу, течії або створюють мертву зиб через протоку. Це вузька ділянка моря близько 15 км (9,3 миля) завширшки і 55 км (34 миля) завдовжки, яка оточена місцевістю, що сягає кількох тисяч футів.
Найбільш виражений вітер через протоку Левантер може викликати вітри від 20 до 40 вуз (40 до 70 км/год) у і на захід від протоки, коли на сході, над Середземним морем, тиск вище, на захід від Гібралтару нижчий. Рухи занурення, що супроводжують такі антициклонічні умови, викликають стабільність повітряного потоку низького рівня, сильно пригнічуючи вертикальний рух повітря і можуть призвести до утворення інверсії в межах кількох тисяч футів від поверхні. Така інверсія створює кришку, яка містить повітря низького рівня і призводить до більшого топографічного блокування та прискорення повітряного потоку через пролом, що утворює протоку. За таких обставин вітри можуть переходити від помірного або свіжого східного над Альборанським морем (західна частина Середземного моря) до шквального вітру на західному боці протоки та на її заході. Оскільки потік прискорюється і через протоку часто спостерігається значний градієнт тиску, найсильніші вітри не спостерігаються в середині протоки, як можна було б очікувати, якби механізм воронки був домінуючим; скоріше, найсильніші вітри бувають у західній протоці й одразу за вітром на заході. Левантери найчастіше трапляються в теплу пору року з квітня по жовтень і часто досягають піку навесні, коли Середземне море порівняно прохолодне, що підвищує стабільність повітряного потоку низького рівня.

## Гібралтарська левантерська хмара

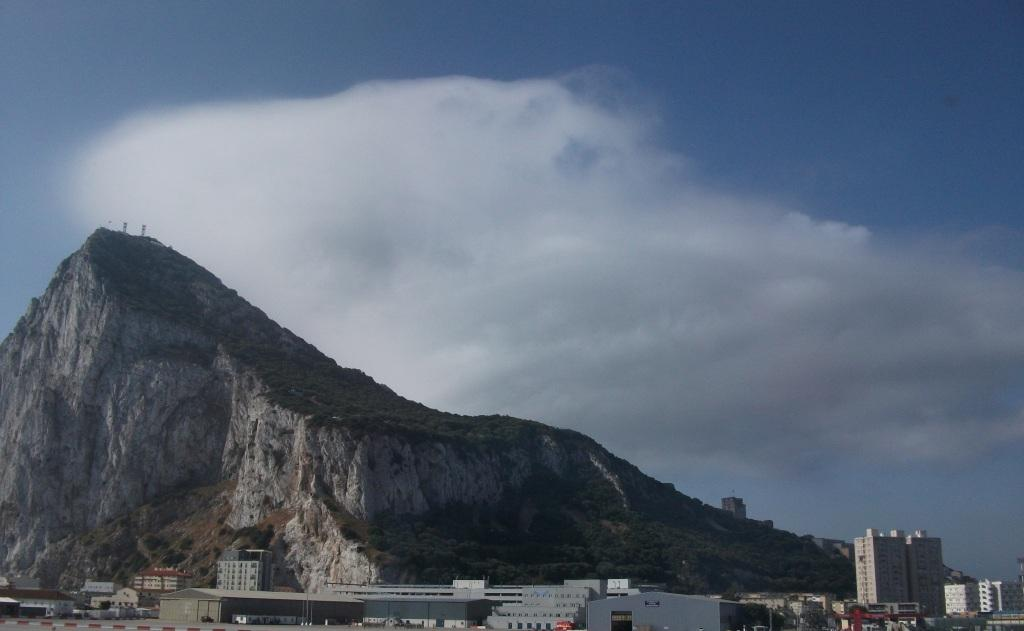
Шапка хмари, яка утворюється під час стабільних вологих східних вітрів над Гібралтарською скелею

Іноді левантер утворює характерну хмару під назвою «банер-хмара» над Гібралтарською скелею. Однак це не завжди так, і для її формування потрібен певний набір умов.
Біля поверхні левантер вологий, але ненасичений. Оскільки вологе повітря, яке має бути закрите, щоб бути стабільним і тому не здатне підніматися за допомогою конвекції, змушене підніматися над Скелею, волога конденсується, утворюючи хмару, яка йде на захід від її вершини. Якщо швидкість вітру надто низька, а стабільність висока в приповерхневому шарі, хмара не утворюється, а конденсація також чутлива до невеликих змін вмісту вологи, так що коли вітер через Скелю відхиляється на південний схід, потік стає занадто сухим, щоб утворилася хмара, приносячи сухе повітря з Північної Африки. Коли швидкість вітру занадто низька, повітря блокується і не може піднятися, щоб утворити хмару. За високої швидкості вітру турбулентне перемішування до підвітряної скелі розподіляє вологу через порівняно глибокий шар, і хмара, у кращому випадку, дуже розривається. Часто він розчиняється безпосередньо на захід від Скелі в цих бурхливих вітряних умовах.
У відповідних умовах характерна хмара «вимпел» утворюється за вітром. Зазвичай він триває близько 5 км (3 миля) на захід від вершини Скелі в бурхливому шлейфі. (Схожі хмари іноді можна побачити в інших місцях, зокрема хмара-вимпел, яка утворюється на Маттергорні у Швейцарії.) Ця хмара нависає над центром міста Гібралтар, а на півночі та півдні від південних околиць міста зазвичай сонячна погода.
На західному боці Скелі вітри біля рівня моря часто дмуть із заходу або південного заходу, оскільки повітря утворює великі перекидні валки, понад 350 м (1 100 фут) глибоко в підвітряному захисті гори, але сильні вітри, як правило, змінюють цей режим течії.
Хмари-вимпела не видно під час західних вітрів, хоча багато з тих самих процесів відбуваються — просто повітря зазвичай сухіше і може бути теплішим, а також менш стабільним — тому конвекція від поверхні глибша і не обмежена біля рівня вершини гори. (На Скелі іноді можна побачити низьку хмарність, рано-вранці при західних вітрах, але вона зникає з підвищенням температури. Цілком імовірно також, що дуже крутий східний схил Скелі має тенденцію робити потік за вітром занадто турбулентним для утворення хмар.)
Близько світанку потік є відносно плавним через хмару, але пізніше вранці, коли стає тепліше, у шлейфі з підвищенням температури виникає деяке конвективне перекидання.
Формування хмари класично відбувається дуже поблизу вершини хребта Скелі на висоті майже 400 м (1 300 фут) заввишки, але основа зазвичай трохи нижче в турбулентній течії на захід. Верхня частина хмари рідко перевищує 450 м (1 500 фут) над Гібралтарською затокою.

## Сильні вітри довкола Скелі

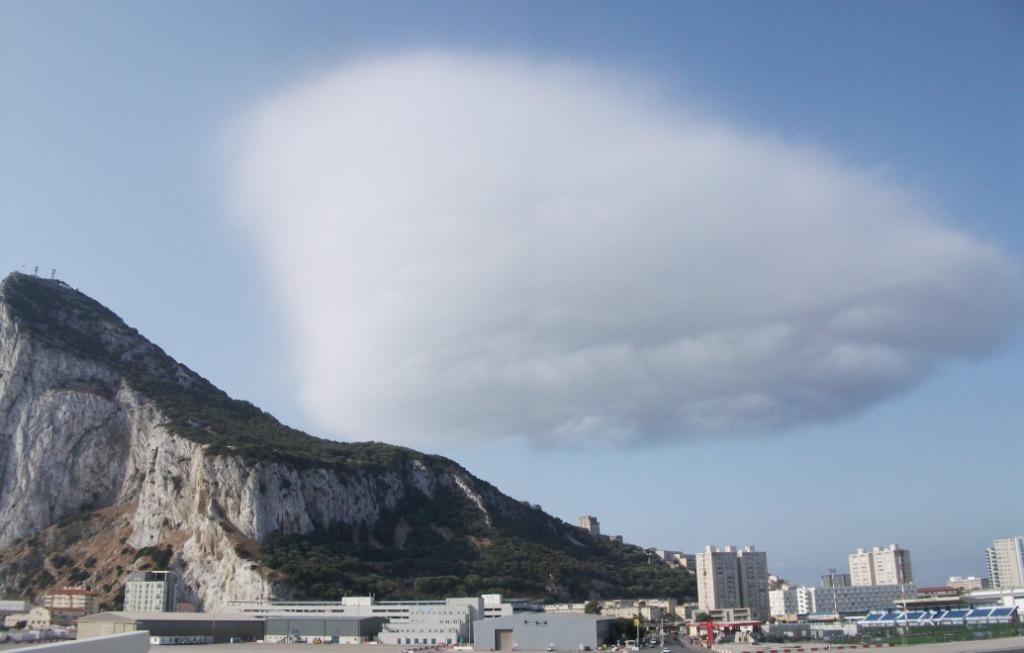
Хмара Левантера відривається від гребеня Скелі під час сильного східного вітру

Коли вітер дуже сильний на гребені Скелі, зазвичай перевищує 15 м/с (34 миля/год), хмара відокремлюється від гребені Скелі, утворюючи на захід від лінії, паралельної хребту, приблизно до 100 м (300 фут) від нього. У той же час вигнуті дуги хмар можна побачити всередині або під хмарою-вимпелом, що вказує на утворення згорнутої хмари. Зазвичай це породжує легкі та досить мінливі вітри поблизу рівня моря, іноді утворюючи зону циклонічної циркуляції над Гібралтарською затокою та містом. Однак іноді сильні вітри відриваються від гребеня Скелі, створюючи пориви приблизно зі швидкістю вітру над гребнем. Ці вітри зазвичай північно-східні або східні і можуть бути на кілька сил Бофорта сильнішими, ніж середній вітер до і після.

## У масовій культурі
- Цей вітер є тезкою пісні гібралтарської фламенко метал-групи Breed 77, яка назвала трек зі свого альбому In My Blood (En Mi Sangre) 2006 року «Viento De Levante».
- У своєму романі «Алхімік» Пауло Коельо посилається на Леванте, описуючи вітер, який приніс маврів до Іспанії.
- Леванте згадується в історичному фантастичному романі Патріка О'Брайана «Сто днів».
- Clé: Levanter — це назва мініальбому корейської групи Stray Kids, випущеного 9 грудня 2019 року. Заголовна композиція альбому також має назву Levanter.
- Levante — модель італійського автовиробника Maserati.